# Pirri
För fotbollsspelaren, se Pirri (fotbollsspelare).

Pirri är kommunen Cagliaris enda municipalità och ligger i nordvästra delen av staden och gränsar till kommunen Monserrato. Invånarantalet uppgick 2006 till 125 personer, vilket motsvarar nästan en femtedel av hela Cagliari. Om Pirri vore en egen kommun skulle det vara den nionde i storleksordningen på Sardinien vad gäller antalet invånare.

## Historia
Pirri har funnits sedan medeltiden och var en del av kungariket Giudicato di Cagliari. 1258 kom Pirri under Pisas kontroll för att sedan, efter aragonernas erövring, bli en del av Kungariket Sardinien. Efter det beviljades det i förläning till Guglielmo Sorell 1326. Under de följande åren byttes makthavarna ut flera gånger fram till 1437, då Pirri överläts till staden Cagliari. Cagliari var dock inte I stånd att administrera området och Pirri kom därför åter under centralmakten och då inleddes en lång och svår period. Det attackerades också av pirater vid flera tillfällen, 1603 kom en gräshoppsinvasion och 1613 inträffade en jordbävning. Det drabbades av pestepidemier 1539, 1636 och 1652. Under dessa år arbetade många av Pirris invånare i de närbelägna Molentargiussalinerna.
Pirriborna var tvungna att vänta ända till 1838 innan befrielsen från det feodala beroendet kom och det blev en del av Cagliaris kommun 1927. I början av 2000-talet höjdes många röster för att göra Pirri till en egen kommun och detta kulminerade 2006 då Pirri erhöll status som municipalità inom kommunen Cagliari.

## Transporter och infrastruktur
Genom Pirri går linje 1 av Cagliaris nya light rail-bana och olika busslinjer tillhörande Cagliaris lokaltrafik. Nyligen har det i området Terramaini byggts ett kommunalt bad och en liten stadion som är hemmaarena för en av Pirris fotbollsklubbar, Gemini Pirri, som spelar i en av de lägre divisionerna.

## Högtider
En av de mest kända högtiderna är den för Sankta Maria Chiara, ett helgon som blev populärt under medeltiden. Då hittade man nämligen en staty av henne på kullen där parken Monte Claro ligger idag. På påskaftonskvällen bärs en staty av jungfru Maria i procession från kyrkan Chiesa di San Pietro Apostolo till ett kapell i parken Monte Claro. Följande tisdag bärs figuren tillbaka.

## Grönområden och platser av kulturellt intresse
Terramainiparken är en park som ligger vid Via Vesalio. Den innehåller rekreationsområden, en hundgård och en restaurang med angränsande café.

## Stadsdelar
Pirri omfattar följande sju stadsdelar av Cagliari:
- Monteleone – Santa Rosalia
- Via Doloretta
- Is Bingias – Terramaini
- Monreale
- Baracca Manna
- Is Campus – Is Corrias
- San Giuseppe – Santa Teresa - Parteolla